# Hoàng thảo vàng lông trắng
Hoàng thảo vàng lông trắng, tên khoa học Dendrobium senile, là một loài thực vật có hoa trong họ Orchidaceae. Loài này thường phân bố ở rừng Myanamar, Thái Lan và Lào ở độ cao từ 500 đến 1200 mét. Lan có những cánh hoa vàng tươi nổi bật trên màu lông tơ trắng muốt.
Hoa nở từ mùa xuân đến mùa hè với cánh hoa rộng 3–6 cm. Hoa thơm với mùi hương chanh.

## Nuôi trồng
Cây mọc trong mát mẻ với nhiệt độ ấm áp với lượng ánh sáng trung bình. Giữ cho cây trồng và phân bón ẩm ướt trong mùa tăng trưởng. Trong suốt mùa đông giảm tưới nước cho đến khi chồi mới xuất hiện.